# (38620) 2000 AQ186
2000 AQ186 (asteroide 38620) é um asteroide da cintura principal. Possui uma excentricidade de 0.18486750 e uma inclinação de 16.24652º.
Este asteroide foi descoberto no dia 8 de janeiro de 2000 por LINEAR em Socorro.